# Makedonien i olympiska sommarspelen 2000
Makedonien deltog i de olympiska sommarspelen 2000 med en trupp bestående av åtta deltagare, fem män och tre kvinnor, och de tog totalt en medalj.

## Medaljer

### Brons
- Mogamed Ibragimov - Brottning, fristil 85 kg

## Brottning
Weltervikt, fristil
- Nasir Gadžihanov
  - Pool 6
    - Vann över Radion Kertanti (SVK) (3-2)
    - Vann över Yosmany Romero (CUB) (3-0)
    - Förlorade mot Alexander Leipold (GER) (2-5)

  - 2:a i poolen, gick inte vidare (8 TP, 7 CP, 7:e plats)

Mellanvikt, fristil
- Mogamed Ibragimov →  Brons
  - Pool 1
    - Vann över Davyd Bichinashvili (UKR) (3-1)
    - Vann över Tatsuo Kawai (JPN) på fall

  - 1:a i poolen, kvalificerad (7 TP, 7 CP)
  - Kvartsfinal
    - Vann över Charles Burton (USA) (4-2)

  - Semifinal
    - Förlorade mot Adam Saitiev (RUS) (0-3)

  - Bronsmatch
    - Vann över Amir Reza Khadem (IRN) (4-1)

## Friidrott
Herrarnas 800 meter
- Vančo Stojanov
  - Heat: 01:47.71 (gick inte vidare)

Damernas 1 500 meter
- Daniela Kuleska
  - Heat: 04:33.50 (gick inte vidare)

## Kanotsport
Slalom
Herrarnas K-1 slalom
- Lazar Popovski
  - Kval: 266,60 (Åk 1: 132,23, 0 poäng, Åk 2: 130,37, 4 poäng, 17:e plats, gick inte vidare)